# Maszt nadawczy w Markach
Maszt nadawczy w Markach wysokości 90 m. Należał do zakładów Rawar i służył do strojenia i kontroli radarów. Obecnie właścicielem jest TPSA i znajdują się tam radiolinie PTK Centertel i stacja NMT.